# Шейнман Ілля Борисович
Ілля Борисович Шейнман (1900, місто Сергіївськ Бугурусланського повіту, тепер село Сергіївського району Самарської області, Російська Федерація — 1966, Москва) — радянський діяч, інженер, директор Луганського паровозобудівного заводу імені Жовтневої революції.

## Біографія
У 1929 закінчив металургійний факультет Московської гірничої академії.
У 1929—1930 роках — на будівництві Сталінградського тракторного заводу. У 1930—1931 роках — на стажуванні у США, де знайомився з організацією виробництва тракторів на американських підприємствах. У 1931—1932 роках — начальник ковальського цеху Сталінградського тракторного заводу.
У 1932—1934 роках — директор Сталінградського тракторного заводу. Член ВКП(б).
У 1935—1937 роках — директор  Ворошиловградського паровозобудівного заводу імені Жовтневої революції.
У 1937—1938 роках — директор Іжорського суднобудівного заводу.
У 1938—1940 роках — заступник голови науково-технічної ради Народного комісаріату суднобудівної промисловості СРСР. З 1940 року — директор Інституту із проектування тракторних, автомобільних та інших заводів масово-потокового виробництва.
У 1951—1957 роках — начальник ковальського цеху Московського заводу малолітражних автомобілів. З 1957 року — на керівній роботі в Міністерстві автомобільної промисловості СРСР.
Автор книги «Що я бачив в Америці, що я зробив в СРСР». — Москва, 1934.

## Нагороди
- орден Леніна (17.05.1932)